# Вуйчич, Драган
Драган Вуйчич (Скопье, 6 сентября 1955 — Скопье, 4 мая 2020) — северомакедонский композитор, певец, меценат и телеведущий. Он написал большое количество хитов, такие как Свирете ја Зајди Зајди, Ангели ме носат и Кажи Ѕвездо.
В 1990-х он был ведущим вокалистом поп-фолк-группы "Koda". Драган Вуйчич написал песню Ти си сон, с которой представлял свою страну на Евровидении 2005 . За свою карьеру он также был ведущим нескольких телешоу на телевидении бывшей югославской Республики Македонии.
Вуйчич страдал раком лёгких. Его состояние ухудшилось после того, как он заразился COVID-19 в апреле 2020 года. Он умер 4 мая 2020 года в клинике инфекционных заболеваний в Скопье в возрасте 64 лет.